# Diomedes devorado por sus caballos
Diomedes devorado por sus caballos es un cuadro del pintor Gustave Moreau, realizado en 1870, que se encuentra en el Museo de Bellas Artes de Ruan, en Francia.
La obra representa el momento en el que el rey de Tracia Diomedes es devorado por sus propios caballos, unos feroces animales que se alimentaban de carne humana.
El tema está extraído de uno de los míticos doce trabajos de Hércules, concretamente el que encargó Euristeo al héroe griego en octavo lugar, que consistía en que Hércules doblegara y llevara ante el rey de Argos a las yeguas de Diomedes.
No faltan otras obras basadas en esta leyenda, como el tapiz de Willem Dermoyen conservado en el Palacio Real de Madrid.